# Ѥ
Ѥ (minuskuła: ѥ) „je” – litera cyrylicy będąca ligaturą liter і oraz є. Odpowiada sylabie [jɛ].

## Kodowanie
| Znak                   | Ѥ                                  | Ѥ                                  | ѥ                                | ѥ                                |
| ---------------------- | ---------------------------------- | ---------------------------------- | -------------------------------- | -------------------------------- |
| Nazwa w Unikodzie      | cyrillic capital letter iotified e | cyrillic capital letter iotified e | cyrillic small letter iotified e | cyrillic small letter iotified e |
| Kodowanie              | dziesiątkowo                       | szesnastkowo                       | dziesiątkowo                     | szesnastkowo                     |
| Unicode                | 1124                               | U+0464                             | 1125                             | U+0465                           |
| UTF-8                  | 209 164                            | d1 a4                              | 209 165                          | d1 a5                            |
| Odwołania znakowe SGML | &#1124;                            | &#x0464;                           | &#1125;                          | &#x0465;                         |